# Фердинанд Касслер
Фердинанд (Файвель) Касслер (Ferdynand (Feiwel) Kassler; 16 березня 1883, Подгуже — 1943, Львів) — архітектор.

## Біографія
Народився 16 березня 1883 року в місті Подгуже (тепер частина міста Кракова). Протягом 1902-1907 років навчався у Цісарсько-королівській політехнічній школі. Під час навчання був членом правління «Спілки студентів архітектури». 1908-1911 роках один із провідних архітекторів фірми Міхала Уляма. Від липня 1911 року став уповноваженим архітектором у Львові та відкрив власне проєктне бюро на вулиці Глинянській, 4 (нинішня вулиця Донцова). Від 1922 року Касслер був членом правління об'єднання «Коло прихильників єврейського мистецтва у Львові» (від 1926 року — Єврейське літературно-мистецьке товариство). Входив до складу ради кагалу міста Львова, до ради гуманітарного товариства «Leopolis B'nei B'rith», також належав до правління «Спілки розповсюдження професійної підготовки євреїв у Малопольщі». Проєктував будинки у стилі раціональної сецесії, часом використовував форми неокласицизму. Згодом перейшов до функціоналізму. Загинув в Янівському концтаборі.

## Роботи у Львові
- Прибутковий будинок на вулиці Донцова, 4 (1909-1910). Проєкт виконано і реалізовано під час роботи на фірмі Міхала Уляма. На думку мистецтвознавця Якуба Левицького, Касслерові належить авторство планів споруди, а проєктував фасади і керував спорудженням Роман Фелінський[4][5].
- Фасад пасажу Феллерів. Виходив на вулицю Карла Людвіга, 35 (1909; нинішній проспект Свободи).
- Житловий будинок на вулиці Ярослава Стецька, 6 (1910)[6].
- Житловий будинок на вулиці Генерала Чупринки, 6 (1910-1911)[7].
- Житловий будинок Грюнерів на вулиці Гнатюка, 20/22. Проєкт 1910 року, виконаний під час роботи на фірмі Міхала Уляма, реалізований у 1911 році. Під час реалізації проєкт модифіковано Романом Фелінським. Скульптурне оздоблення Зигмунта Курчинського[8][9].
- Житловий будинок на вулиці Зеленій, 20 (1911)[6].
- Житловий будинок на вулиці Зеленій, 17 (1912)[10].
- Проєкт будинку на вулиці Івана Федоровича, 23 (1912). Чи був реалізований і як виглядав — невідомо. Дім зруйновано під час другої світової війни, залишки розібрано[11].
- Блок будинків на вулиці Левицького, 11, 11а, 15[12] (1912, співавтор Валерій Шульман)[6].
- Житлові будинки Суліма і Сабіни Шенфельдів на вулиці Чернігівській, 2/4 (1912—1913). Будівництво розпочато за первинним проєктом Саломона Рімера від 1911 року. Проєкт Касслера з'явився 1912 року вже тракті будови і передбачав зокрема зовсім інший фасад. Скульптурне оздоблення Тадеуша Блотницького та Зигмунта Курчинського[13][14].
- Житловий будинок на вулиці Бандери, 24 (1912). Скульптурне оздоблення Зигмунта Курчинського[6].
- Новий портал пасажу С. Оранжа на вулиці Карла Людвіга, 29 (1912; нинішній проспект Свободи).
- Житловий будинок на вулиці Левицького, 26 (1913)[15].
- Проєкт забудови невеликими віллами ділянки, що на місці колишнього фільварку Красучин. Тепер відома під назвою «Новий Львів». 1910-1914 роки, співавтори Адольф Піллер, Александер Остен[16].
- Притулок для вдів єврейських купців Фонду Якуба Строга на вулиці Митрополита Ангеловича (1913, не зберігся)[17].
- Житлові будинки на вулиці Конопницької, 2, 4, 6 (1911-1914, співавтори Юзеф Авін і Станіслав Ольшевський)[18].
- Реконструкція житлових будинків Станіслава та Ельжбєти Соколовських на вулиці Гнатюка, 5/7 за проєктом, затвердженим 2 квітня 1914 року[19].
- Надбудова Дому гебрейських старців імені Цісаревої Єлизавети на вулиці Якова Раппапорта (1914)[16].
- Перебудова інтер'єрів кам'яниці на вулиці Крушельницької, 19 (1914)[16].
- Єврейський сиротинець імені Р. Мельцер на площі Данила Галицького, 4 (1920). Збудований у стилі неокласицизму[16].
- Прибутковий дім Йони Шпрехера на площі Міцкевича, 8 (1912-1921). Споруджений спільно з Юліушем Цибульським[20].
- Житловий будинок на вулиці Данилишина, 2 (1923-1925). Споруджений спільно з Юліушем Цибульським[16].
- Будинок французької нафтової компанії «Прем'єр» на вулиці Князя Романа, 26. Початковий проєкт 1914 року розробив Юліуш Цибульський. Плани і фасад модифіковані Фердинандом Касслером. Спорудження завершено 1924 року. Скульптурний декор невідомого автора[21].
- Перебудова вілли віце-президента міста Львова В. Хайєса на вулиці Парковій, 1 (1924)[16].
- Торговий пасаж «Марійська галерея» Йонаша Шпрехера на площі Міцкевича, 5 (1925)[16].
- Вілла на вулиці Рудницького, 25 (1927)[16].
- Прибутковий будинок Йонаша Шпрехера на проспекті Шевченка, 7 (1928-1929)[16].
- Ремісниче училище імені А. Коркіса на вулиці Митрополита Ангеловича, 28а (1928-1930)[16][17].
- Перебудова споруди мікви на вулиці Наливайка, 5 (1932)[22].
- Перебудова у стилі функціоналізму готелю «Європейський» на площі Міцкевича, 4 (1934-1937, співавтор Петро Тарнавецький)[23][16].
- Модернізація готелю «Elite» на вулиці Легіонів, 27 (1936; нинішній проспект Свободи)[16].
- Житловий будинок на вулиці Дорошенка, 30 (1936)[24].
- Житловий будинок на вулиці Котляревського, 40 (1936-1937)[25].
- Житловий будинок на вулиці Сахарова, 16[16].
- Житлові будинки на вулиці Левицького, 25, 25а (1937)[26], 27 (1938)[16].
- Житлові будинки на вулиці Франка, 105, 107 (1937-1939)[27][16].
- Житловий будинок на вулиці Дрогобича, 10 (1938)[16].
- Житлові будинки на вулиці Генерала Чупринки, 16, 16а, 18 (1938)[28].
- Житлові будинки на вулиці Грицька Чубая, 6, 6а, 6ц (1939)[16].
- Участь у проєктуванні спортивного комплексу ковзанки на ставі Собка у Львові[29].

Галерея робіт Фердинанда Касслера
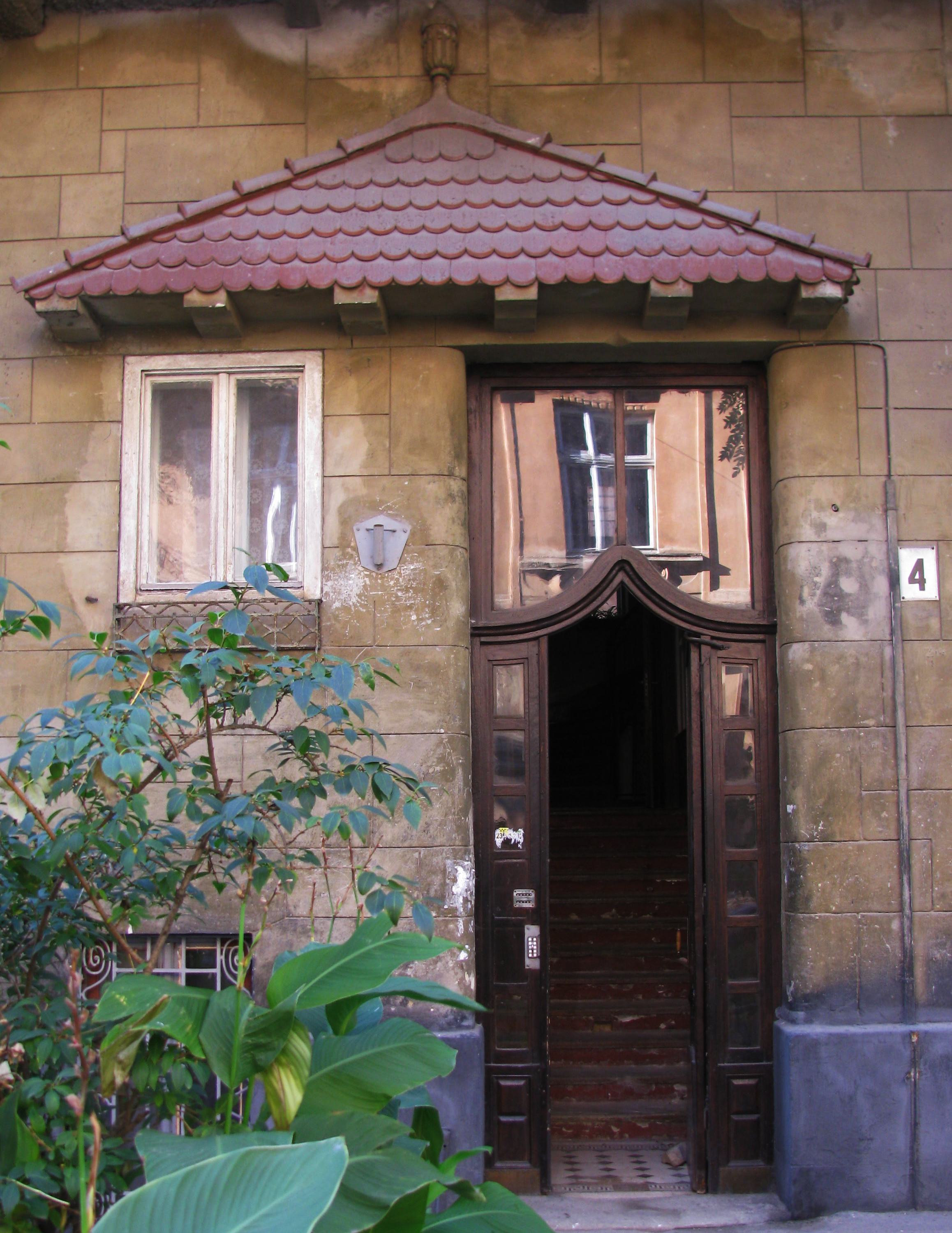
Житловий будинок (вул. Донцова, 4)
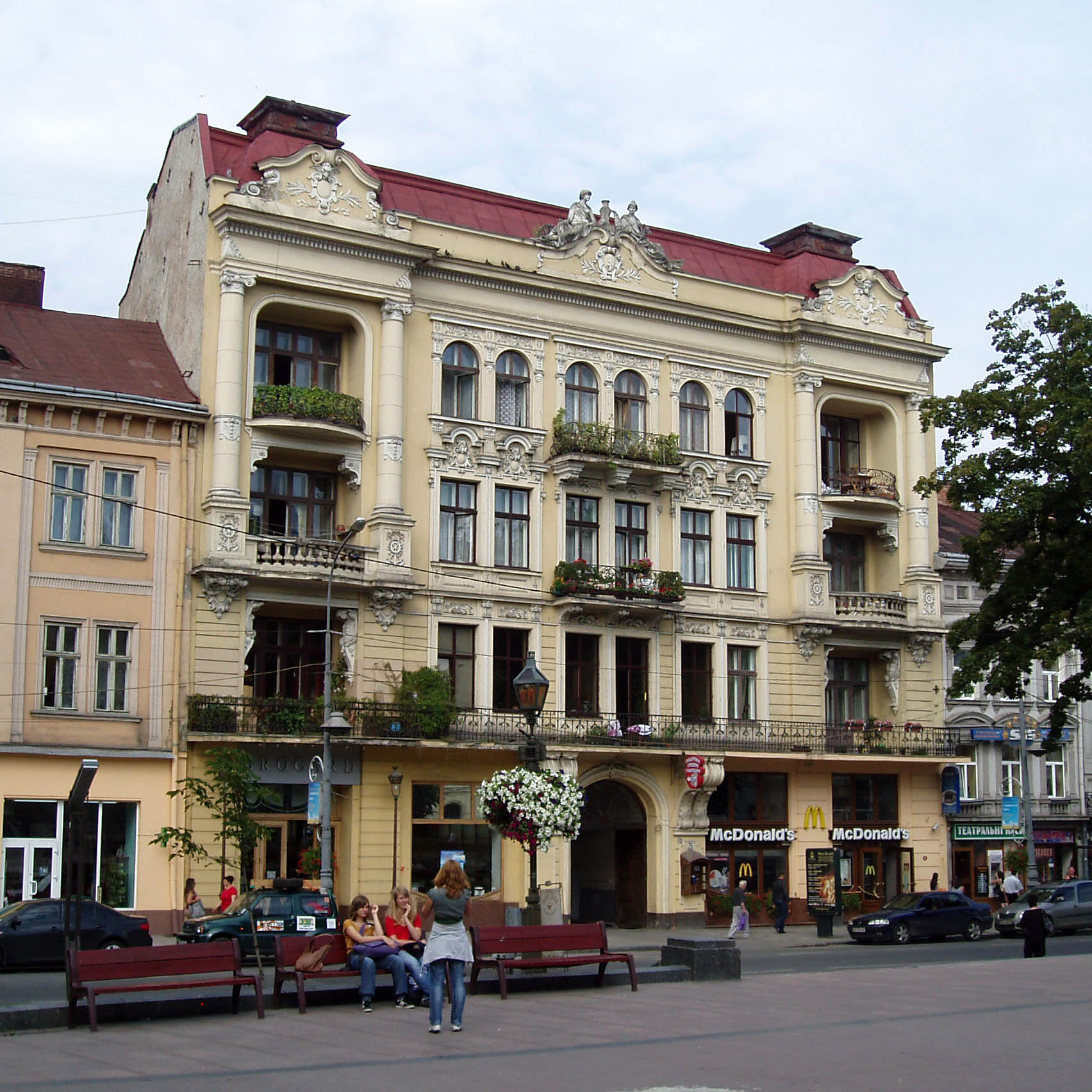
Фасад пасажу Феллерів (пр-кт Свободи, 35)
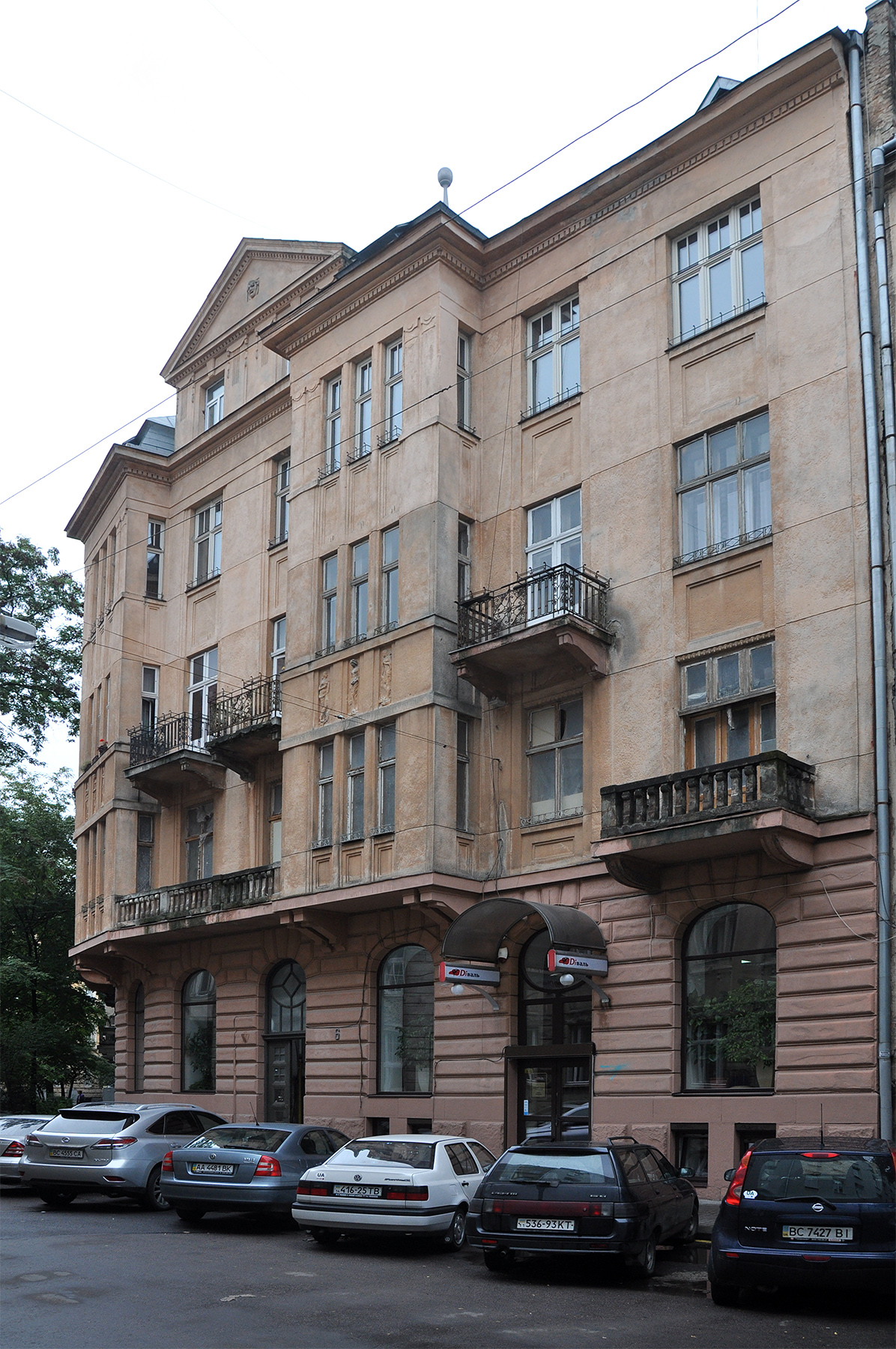
Житловий будинок (вул. Ярослава Стецька, 6)
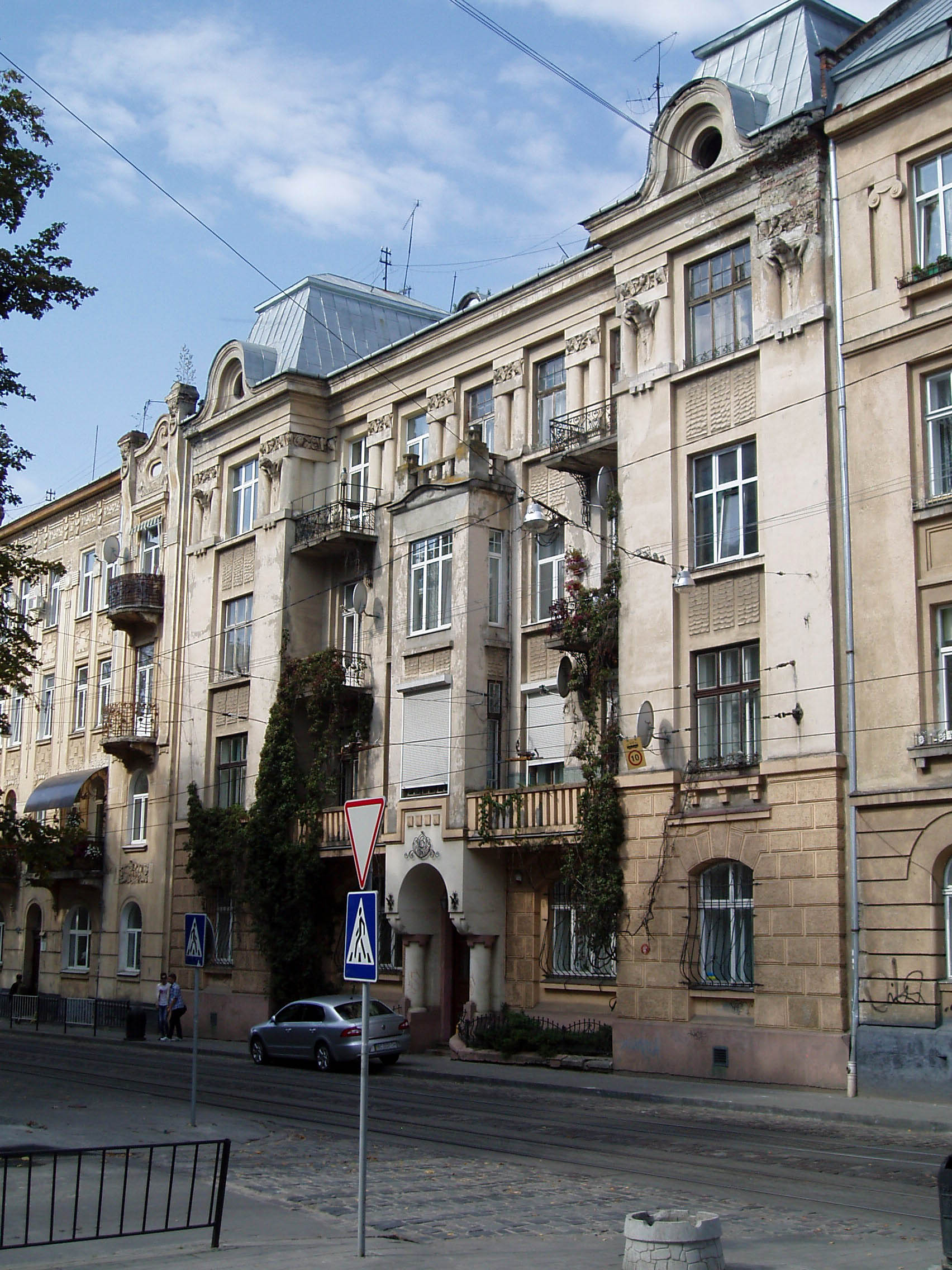
Житловий будинок (вул. Генерала Чупринки, 6)
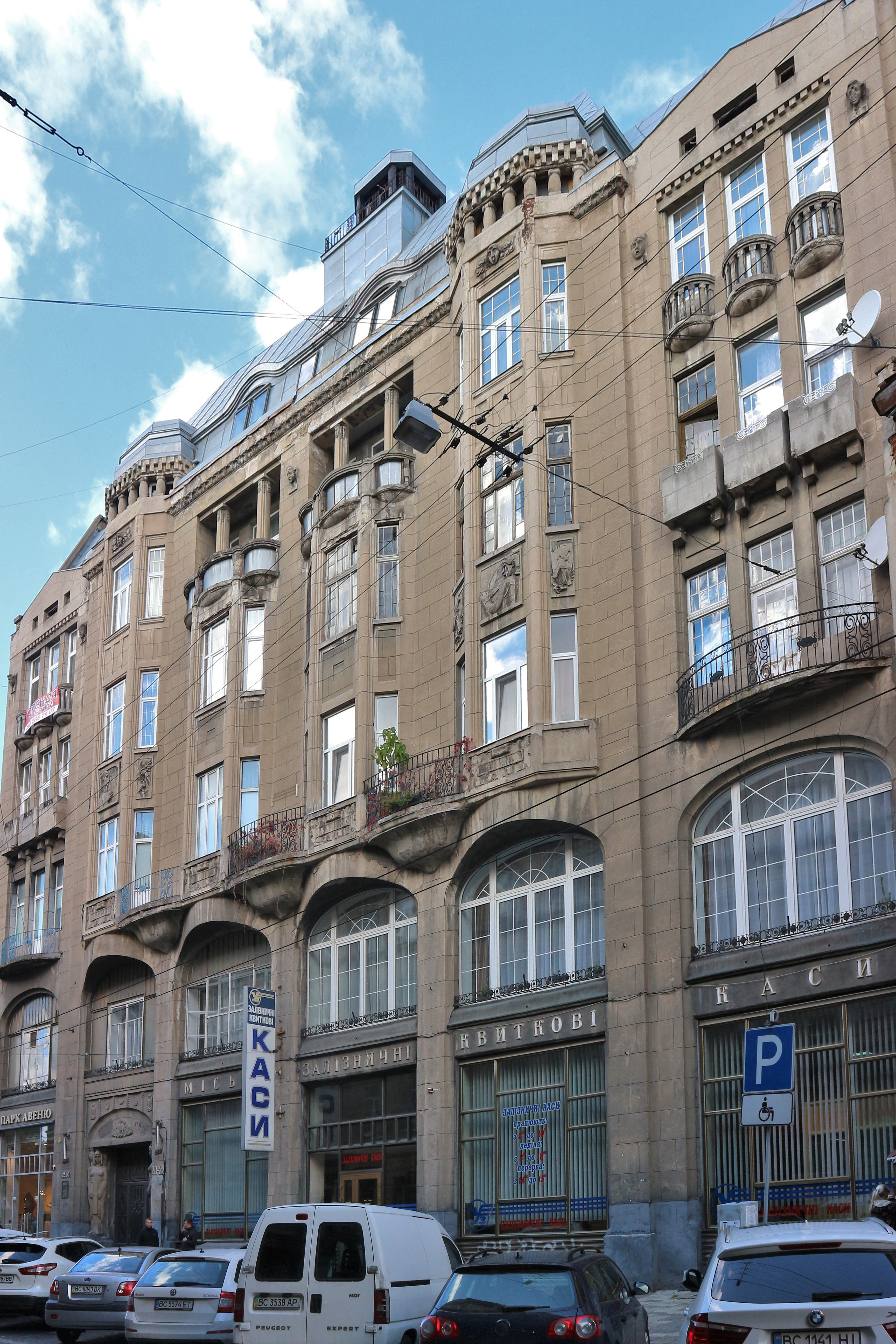
Житловий будинок Грюнерів (вул. Гнатюка, 20/22)
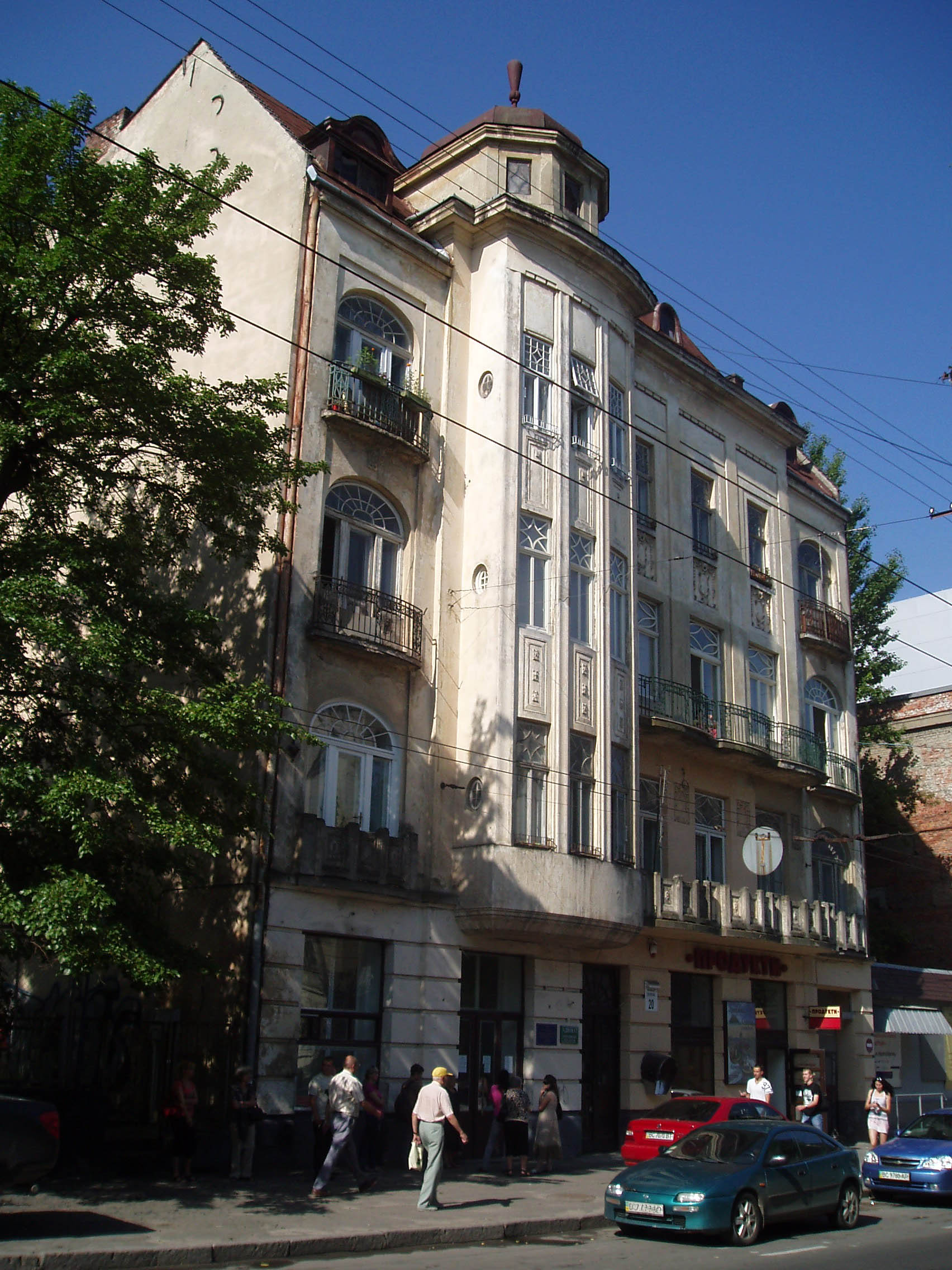
Житловий будинок (вул. Зелена, 20)
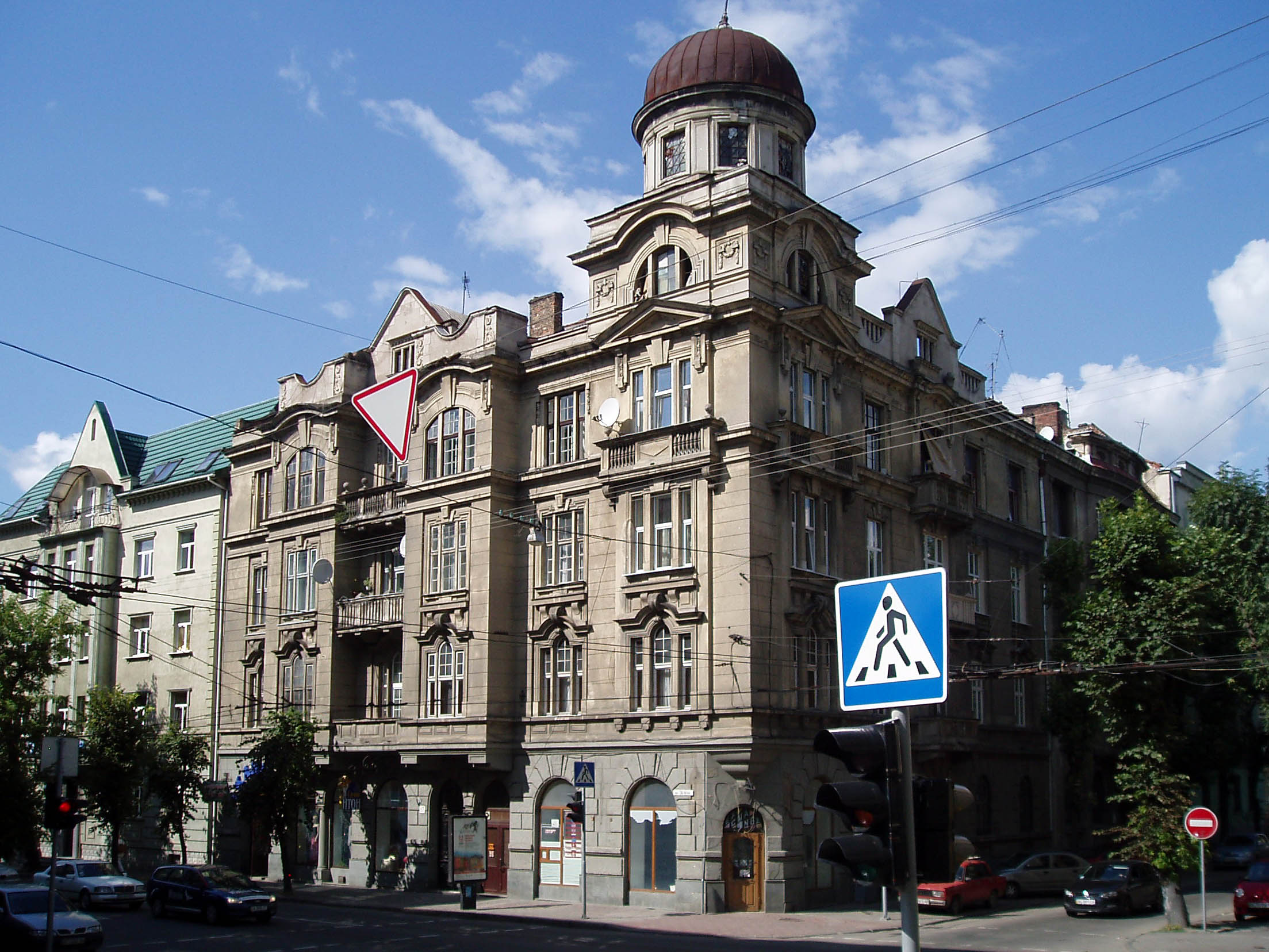
Житловий будинок (вул. Зелена, 17)
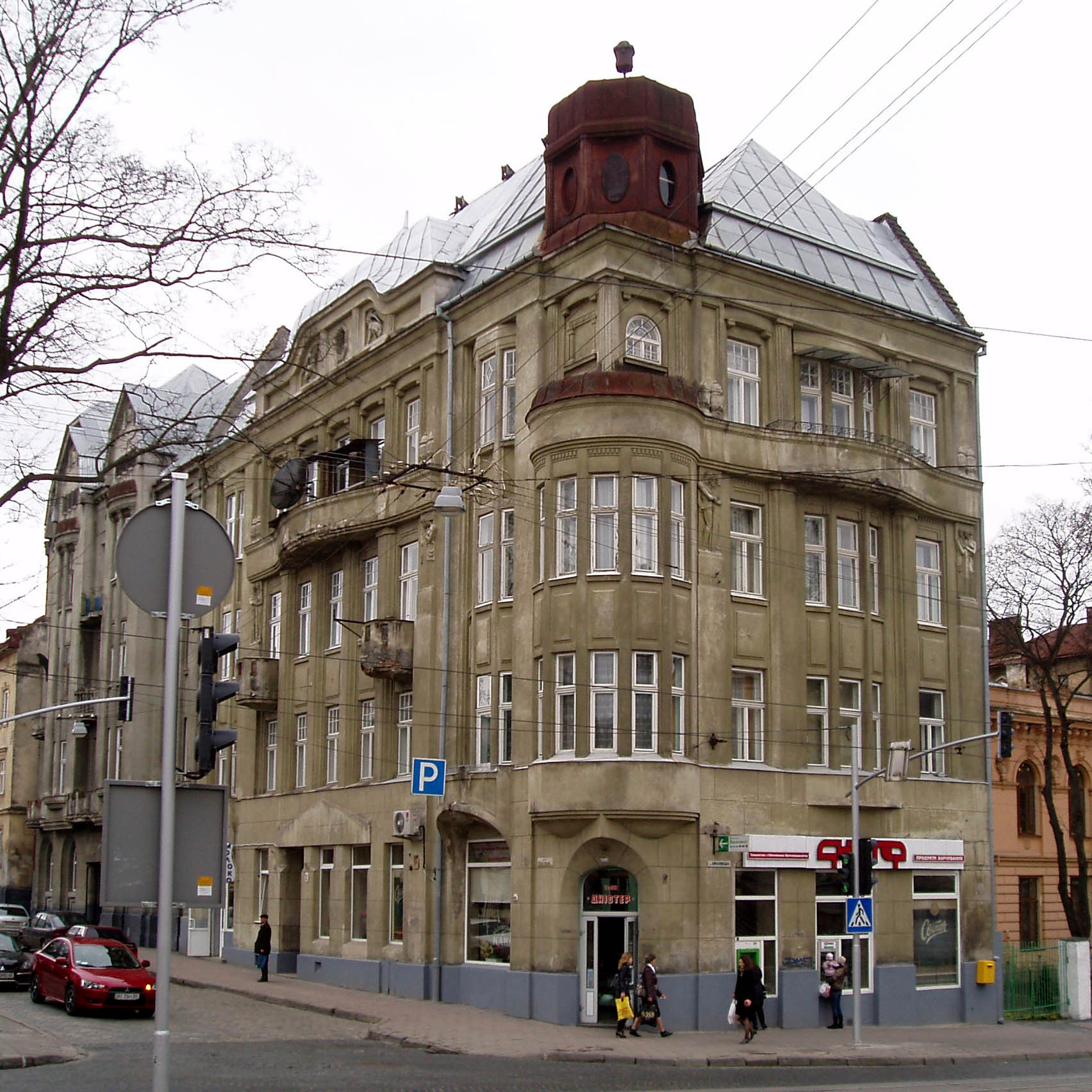
Житлові будинки Шенфельдів (вул. Чернігівська, 2/4)
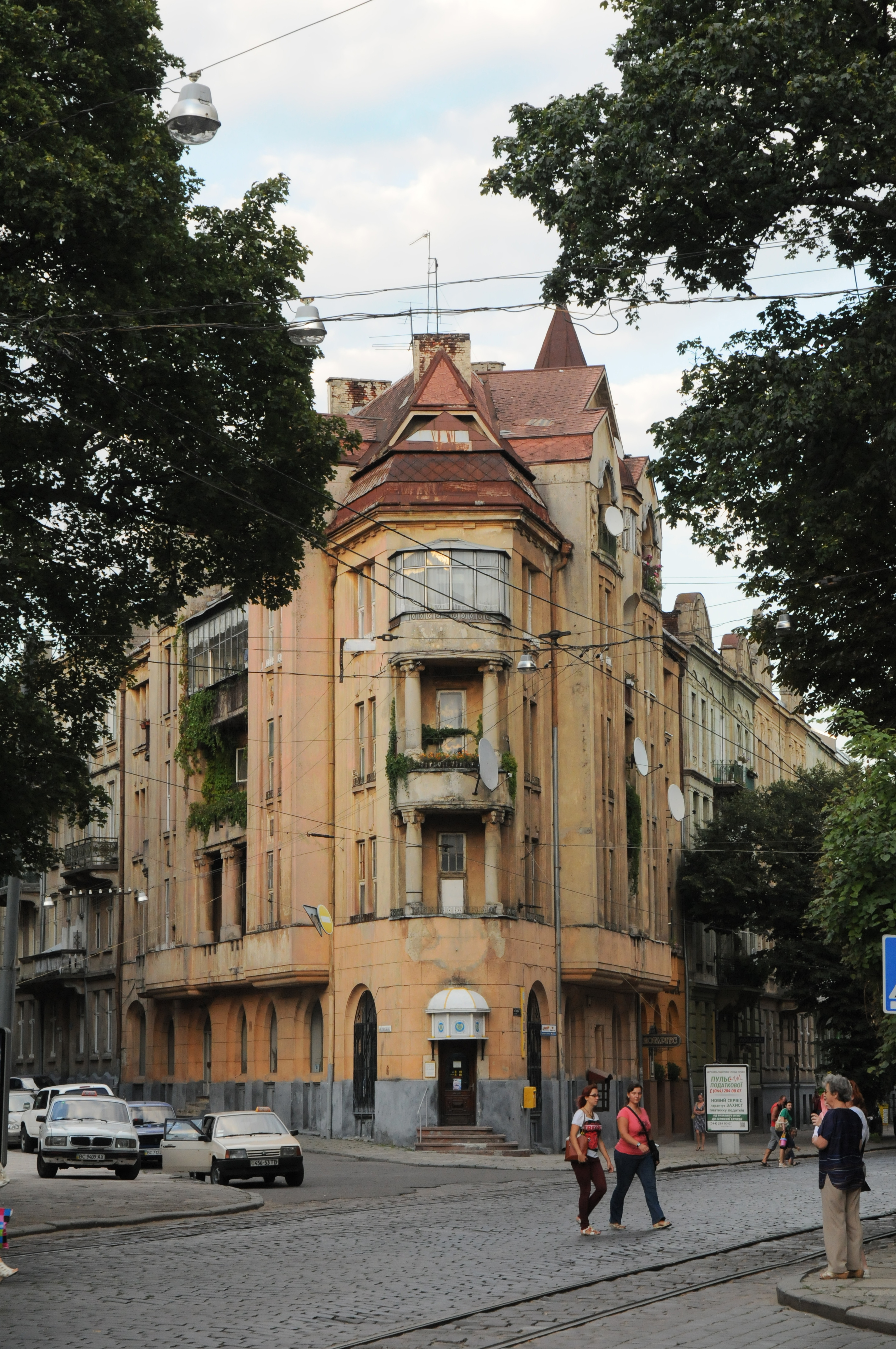
Житловий будинок (вул. Степана Бандери, 24)
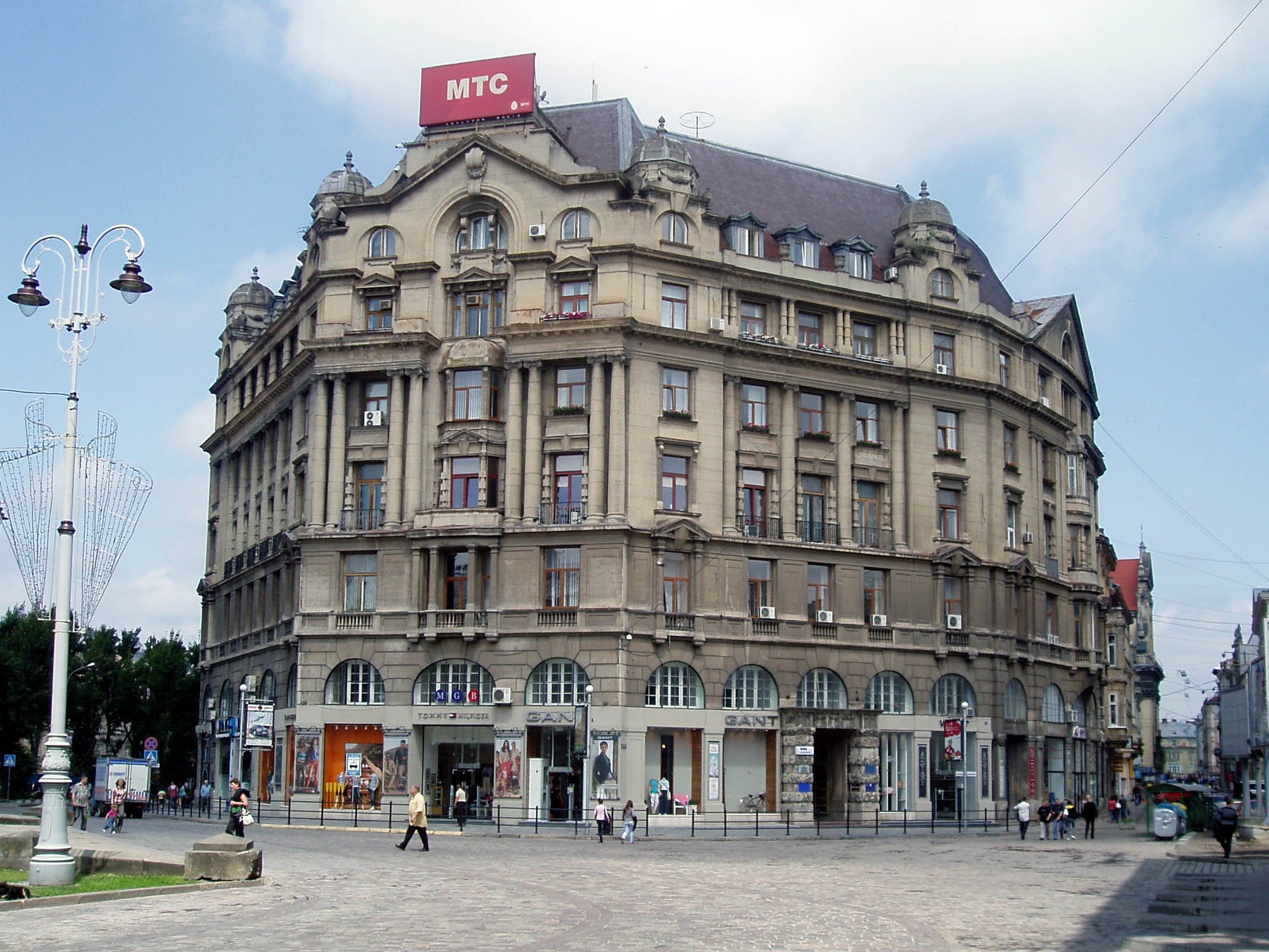
Прибутковий дім Йонаша Шпрехера (пл. Міцкевича, 8)
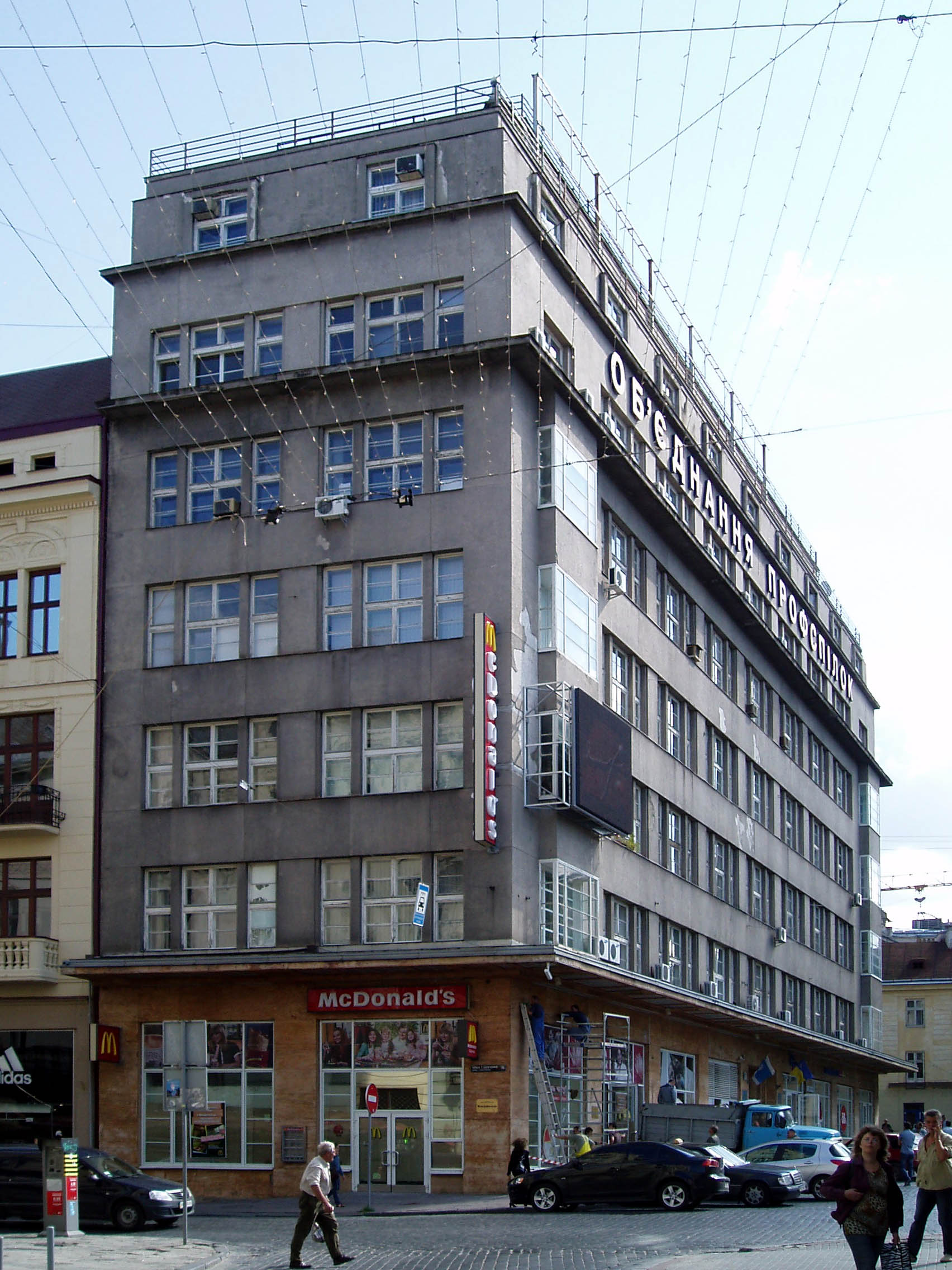
Прибутковий дім Йонаша Шпрехера (пр-кт Шевченка, 8)
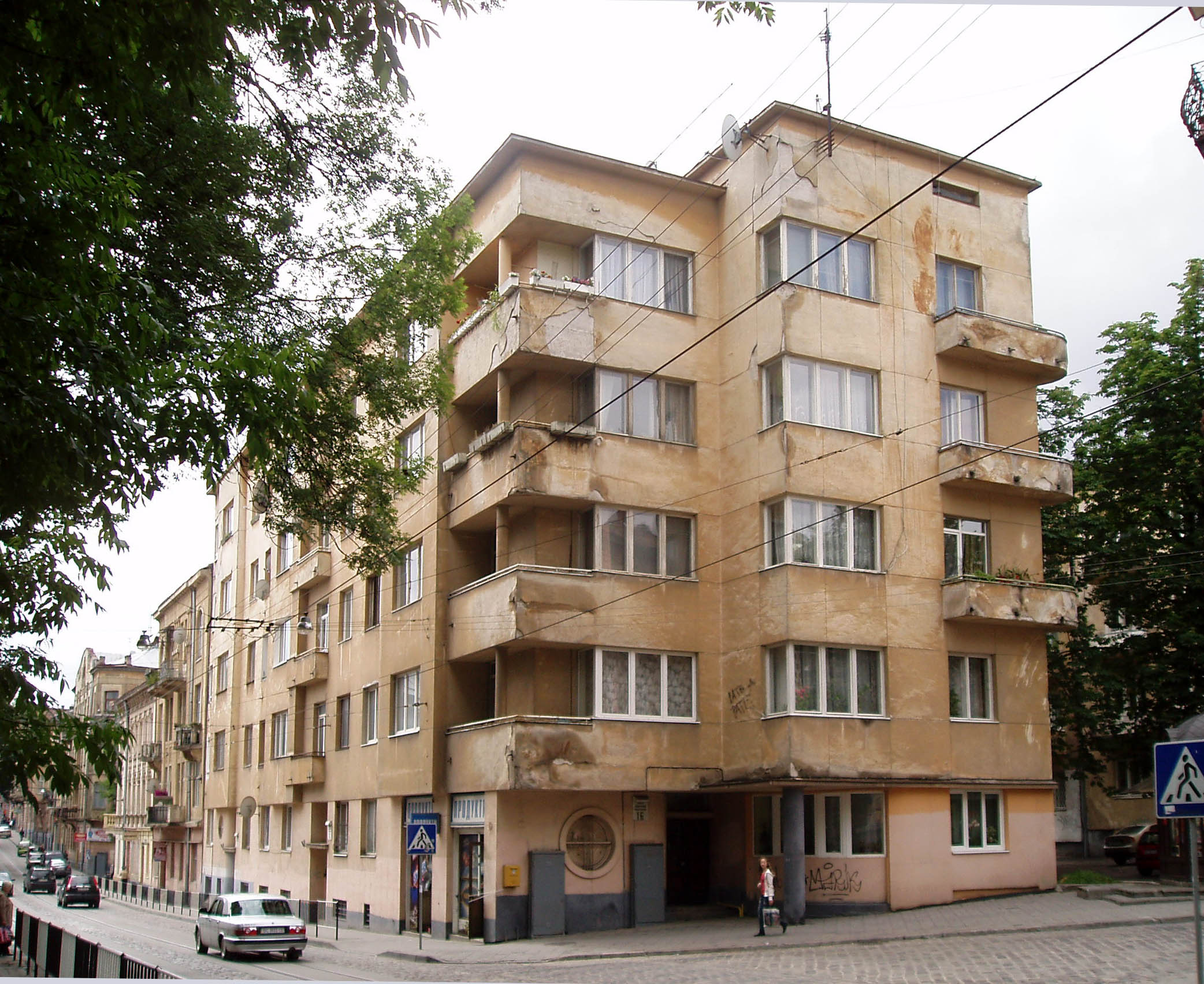
Житлові будинки (вул. Чупринки, 16, 16а, 18)